# Finding Forever
Albums de Common
Be
(2005) Thisisme Then: The Best of Common
(2007)
Singles
1. The Game
Sortie : 22 mai 2007
2. The People
Sortie : 22 mai 2007
3. Drivin' Me Wild
Sortie : 31 août 2007
4. I Want You
Sortie : 9 octobre 2007

Finding Forever est le septième album studio de Common, sorti le 31 juillet 2007.
Comme son précédent album, Be en 2005, il est majoritairement produit par Kanye West. L'album sort d'ailleurs sur GOOD Music, le label de Kanye West, et sur Geffen. Pour cet album, Common collabore pour la première fois avec Will.i.am, connu pour son travail au sein des Black Eyed Peas.
Aux États-Unis, l'album débute directement 1er au Billboard 200 avec 155 000 exemplaires vendus dès la première semaine. Il devient la meilleure vente de la carrière de Common. Depuis, l'album a dépassé les 500 000 ventes et a été certifié disque d'or par la Recording Industry Association of America (RIAA) le 25 octobre 2007.
Finding Forever a eu trois nominations lors des Grammy Awards 2008 : « meilleur album de rap », « meilleure performance rap solo » pour The People et « meilleure performance de rap par un duo ou un groupe » pour Southside pour laquelle il a été récompensé.

## Liste des titres
Il y a trois préludes sur l'album qui apparaissent dans certaines pistes : Prelude to the Game, Prelude to Southside et Prelude to Break My Heart. Le premier consiste en un message téléphonique, le second est produit par J Dilla et le troisième, produit par James Poyser (claviers), Karriem Riggins (percussions) et Derrick Hodge (basse).
| No  | Titre                                                                    | Contient un (des) sample(s) de | Durée |
| --- | ------------------------------------------------------------------------ | --- | ----- |
| 1.  | Intro (Produit par Derrick Hodge)                                        | | 1:17  |
| 2.  | Start the Show (featuring Kanye West – Produit par Kanye West)           | By the Time I Get to Phoenix de Dorothy Ashby Ode to Billie Joe de Lou Donaldson | 3:14  |
| 3.  | The People (featuring Dwele – Produit par Kanye West)                    | We Almost Lost Detroit de Gil Scott-Heron et Brian Jackson Long Red de Mountain Let the Drums Speak du Fatback Band Izzo (H.O.V.A.) de Jay-Z Out on Sunday de Push                                        | 3:24  |
| 4.  | Drivin' Me Wild (featuring Lily Allen – Produit par Kanye West)          | Love Has Fallen on Me de Rotary Connection | 3:42  |
| 5.  | I Want You (featuring will.i.am – Produit par will.i.am)                 | Feel Like Making Love de Bob James It's a New Day des Skull Snaps They Reminisce Over You (T.R.O.Y.) de Pete Rock & C.L. Smooth You're Getting a Little Too Smart des Detroit Emeralds Track 8 de J Dilla | 4:30  |
| 6.  | Southside (featuring Kanye West – Produit par Kanye West)                | If There's a Will There's a Way de Don Covay | 4:44  |
| 7.  | The Game (Produit par Kanye West et DJ Premier (scratches))              | Tezeta de Seyfu Yohannes Half Good, Half Sinner d'O.C. The Corner de Common featuring Kanye West et The Last Poets Do It Real Big by Skillz (2001)                                                        | 3:32  |
| 8.  | U, Black Maybe (featuring Bilal – Produit par Kanye West)                | Black Maybe de Syreeta Scrabble de Rene Costy & His Orchestra | 5:02  |
| 9.  | So Far to Go (featuring D'Angelo – Produit par J Dilla)                  | As Long as He Lies Perfectly Still de Soft Machine | 4:27  |
| 10. | Break My Heart (Produit par Kanye West)                                  | Someday de George Duke | 3:39  |
| 11. | Misunderstood (Produit par Devo Springsteen)                             | Don't Let Me Be Misunderstood (Live) de Nina Simone | 4:46  |
| 12. | Forever Begins (featuring Lonnie « Pops » Lynn – Produit par Kanye West) | 50 Ways to Leave Your Lover de Paul Simon She's Leaving Home de Syreeta | 7:36  |

| 13. | Play Your Cards Right (featuring Bilal – Produit par Karriem Riggins) | Under the Street Lamp de Joe Bataan If You Play Your Cards Right d'Alicia Myers | 3:07 |

## Classements

### Album
| Chart (2007),          | Meilleure place |
| ---------------------- | --------------- |
| Top Albums Canada      | 10e             |
| Top Pays-Bas           | 58e             |
| Top France             | 82e             |
| Top Irlande            | 57e             |
| Top Norvège            | 27e             |
| Top Suisse             | 23e             |
| UK Album Chart         | 35e             |
| Billboard 200          | 1er             |
| Top R&B/Hip-Hop Albums | 1er             |
| World Albums Chart     | 3e              |

### Singles
| Année | Titre          | Positions         | Positions             | Positions      | Positions |
| Année | Titre          | Billboard Hot 100 | Hot R&B/Hip-Hop Songs | Hot Rap Tracks |           |
| 2007  | The People     | 111e              | 55e                   | -              |           |
| 2007  | Drivin Me Wild | -                 | -                     | -              |           |
| 2007  | I Want You     | 112e              | 32e                   | 21e            |           |